# یواس‌اس ریلاینس (۱۸۶۰)
یواس‌اس ریلاینس (۱۸۶۰) (به انگلیسی: USS Reliance (1860)) یک کشتی بود که طول آن ۸۸ فوت ۲ اینچ (۲۶٫۸۷ متر) بود. این کشتی در سال ۱۸۶۰ ساخته شد.